# دیمیتری کولوپائف
دیمیتری کولوپائف (به انگلیسی: Dimitri Colupaev) (زادهٔ ۲۳ ژوئیهٔ ۱۹۳۴) شناگر اهل مولداوی است.